# David Wiberg
Nils David Wiberg, född 19 augusti 1973 i Lunds Allhelgonaförsamling, Malmöhus län, är en svensk målare, tecknare, författare, illustratör och skådespelare (komiker).

## Biografi
För en bredare publik är Wiberg förmodligen mest känd som en av medlemmarna i Varanteatern 1992–2003,som han var med och bildade under sin tid på gymnasiet Lund. Varanteatern gjorde två säsonger av Varan-TV. Wiberg har även medverkat i TV-programmet Extra allt. Han är utbildad arkitekt och illustratör och  har som sådan medverkat i bland annat Lundagård och Sydsvenska Dagbladet. Wiberg arbetar mycket i en blandteknik mellan traditionellt illustrationshantverk och digitalteknik, och har även arbetat med grafik till musikvideor.
Tillsammans med Erik Wingqvist och Henrik Öreberg fick han vid utdelandet av Kolla!-priset 2006 silvermedaljen i kategorin ”skärmbaserad grafisk design och illustration” för en video med gruppen Brainpool. Bland andra musikgrupper Wiberg arbetat med kan nämnas Suburban Kids With Biblical Names. Under 2006 arbetade Wiberg också som AD och grafiker för tv-programmet Robins, med Robin Paulsson, på Sveriges Television.
Wiberg har också haft ett antal separatutställningar som konstnär, främst i Skåne.
Medverkade i julkalendern Hotell Gyllene Knorren 2010.
Spelade "Benny" i Hundraåringen som klev ut genom fönstret och försvann 2013 och Hundraettåringen som smet från notan och försvann 2016.
Han är son till arkitekten Krister Wiberg.

## Filmografi (i urval)
- 1997–1998 – Varan-TV (TV-serie)
- 2010 – Hotell Gyllene Knorren (TV-serie)
- 2013 – Hundraåringen som klev ut genom fönstret och försvann
- 2015 – Boy Machine (TV-serie)
- 2016 – Hundraettåringen som smet från notan och försvann
- 2017 – Jakten på tidskristallen (TV-serie)
- 2017–2018 – Bonusfamiljen (TV-serie)
- 2017–2019 – Enkelstöten (TV-serie)
- 2018–2022 – Sommaren med släkten (TV-serie)
- 2020 – Lasse-Majas detektivbyrå – Tågrånarens hemlighet
- 2020 – Berts dagbok
- 2020 – Ambassadören (TV-serie)
- 2020 – Nelly Rapp – Monsteragent
- 2021 – Tunna blå linjen (TV-serie)
- 2022 – Året jag slutade prestera och började onanera
- 2022 – Lasse-Majas detektivbyrå – Skorpionens gåta
- 2024 – Ronja Rövardotter (TV-serie)
- 2024 – Allt och Eva (TV-serie)
- 2024 – Alla utom vi (TV-serie)
- 2025 – Serietecknaren

## Teater

### Roller (ej komplett)
| År   | Roll   | Produktion                                                  | Regi                        | Teater                  |
| ---- | ------ | ----------------------------------------------------------- | --------------------------- | ----------------------- |
| 2011 | Linnea | Dagboksanteckningar från ett källarhål David Wiberg         | David Wiberg                | Teater Brunnsgatan Fyra |
| 2017 |        | Här kommer alla känslorna på en och samma gång David Wiberg | David Wiberg Oskar Thunberg | Dramaten                |

### Regi (ej komplett)
| År   | Produktion                                     | Upphovsmän   | Teater                                       |
| ---- | ---------------------------------------------- | ------------ | -------------------------------------------- |
| 2017 | Här kommer alla känslorna på en och samma gång | David Wiberg | Dramaten Regi tillsammans med Oskar Thunberg |